# Steinkisten von Addinston
Die ersten Steinkisten von Addinston, einem Hof in der Nähe von Carfraemill in Berwickshire in Schottland, wurden bereits im Jahre 1870 während des Tiefpflügens entdeckt, als Steinplatten an die Oberfläche kamen. Im Jahre 1967 wurde ein Teil des Gebietes im Bereich einer leichten Anhöhe, in deren Nähe die Platten gefunden worden waren, erneut ausgegraben. Gefunden wurden zwei lange Steinkisten mit Skelettmaterial. Die Skelette liegen mit dem Kopf an der West- und den Füßen an der Ostseite.

## Die Ausgrabung

### Steinkiste A
Die Steinkiste A war schlecht gebaut und sehr gestört. Die Deckplatten fehlten und Seitenplatten waren verschoben oder zerbrochen. Die Kiste hatte zwei Endsteine und je vier unterschiedlich große nur 3,5–7,0 cm starke Seitenplatten. Sie war innen etwa 1,6 m lang und oben etwa 38 cm breit, bei einer inneren Tiefe von knapp 0,3 m. Der Boden war mit acht Steinplatten ausgelegt. Die Kiste selbst war in einer größeren Grube errichtet worden, welche mit Packsteinen aufgefüllt wurde, die die seitlichen Platten der Steinkiste aufrecht hielten. Vom Skelettmaterial war wenig erhalten. Der Schädel, ein Teil des Kiefers und einige Zähne wurden geborgen. Es wurden auch Teile von Rippen-, Arm-, Bein- und Beckenknochen sowie zwei kleine Stücke verkohltes Holz gefunden. Das Skelett scheint zu einer weiblichen Person Anfang der zwanziger Jahre, ohne Anzeichen von Krankheiten oder Fehlbildungen zu gehören. Der schlechte Zustand in der Kiste wird darauf zurückgeführt, dass sie wohl längere Zeit offen war.

### Steinkiste B
Steinkiste B war gut erhalten und schien ungestört zu sein. Der Teil eines Decksteins war noch in situ. Die Kiste war mit Sand und Kies gefüllt. Die Bauweise entspricht derjenigen der Steinkiste A mit dem Unterschied, dass die Platten stärker waren und nur je drei etwas massivere Seiten- und vier Bodenplatten verbaut wurden. Die Kiste war innen etwa 1,65 m lang und oben etwa 38 cm breit, bei einer inneren Tiefe von knapp 0,3 m. Auch diese Kiste war in einer hier jedoch nur wenig größeren, mit Packsteinen angefüllten Grube, die die Seitenplatten aufrecht hielten, errichtet worden. Das auf dem Rücken gelagerte Skelett war in einem guten Allgemeinzustand, der Schädel war zur Seite gefallen. Die linke Seite der Kiste war eingebrochen und der mit Erde gefüllte Schädel zeigte Anzeichen von Verwitterung. Das Skelett scheint zu einer weiblichen Person zwischen 25 und 30 Jahren, ohne Anzeichen von Krankheiten zu gehören. In der Nähe der rechten Schulter fand sich ein Stück verkohlten Holzes, wahrscheinlich Erle.

## Die älteren Untersuchungen
Der Bericht von 1871 stellt fest, dass neben jenen Steinkisten die der Pflug beschädigt hatte, etwa 20 Kisten geöffnet wurden. Sie waren mit Erde und Kies gefüllt und enthielten Anzeichen von Einäscherung. In einigen Fällen lag eine Schicht von Holzkohle unter dem Körper. Einige Kisten waren kurze Ausführungen, sie bargen Körpern in zusammengekauerter Position. Einige Fälle wiesen auf Leichenverbrennung hin und Steinhaufen lagen in den Kisten über dem Leichenbrand. Bei den neu ausgegrabenen Kisten gab es hingegen, abgesehen von Holzkohleresten, keine Spuren von Verbrennung.